# Заверешица
Заверешица (укр. Заверешиця) — село в Городокской городской общине Львовского района Львовской области Украины.
Население по переписи 2001 года составляло 1388 человек. Занимает площадь 9,95 км². Почтовый индекс — 81511. Телефонный код — 3231.

## История
В 1946 г. Указом ПВС УССР село Цунов переименовано в Заверешицу.